# مات دوسن
مات دوسن (بالإنجليزية: Matt Dawson) هو لاعب هوكي الحقل أسترالي، ولد في 27 أبريل 1994 في Killarney Vale, New South Wales ‏ في أستراليا.

## وصلات خارجية
- مات داوسون على موقع الاتحاد الدولي للهوكي (الإنجليزية)
- مات داوسون على موقع اللجنة الأولمبية الدولية (الإنجليزية)
- مات داوسون على موقع أوليمبيديا (الإنجليزية)
- مات داوسون على موقع اللجنة الأولمبية الأسترالية (الإنجليزية)